# Hilltop Youth

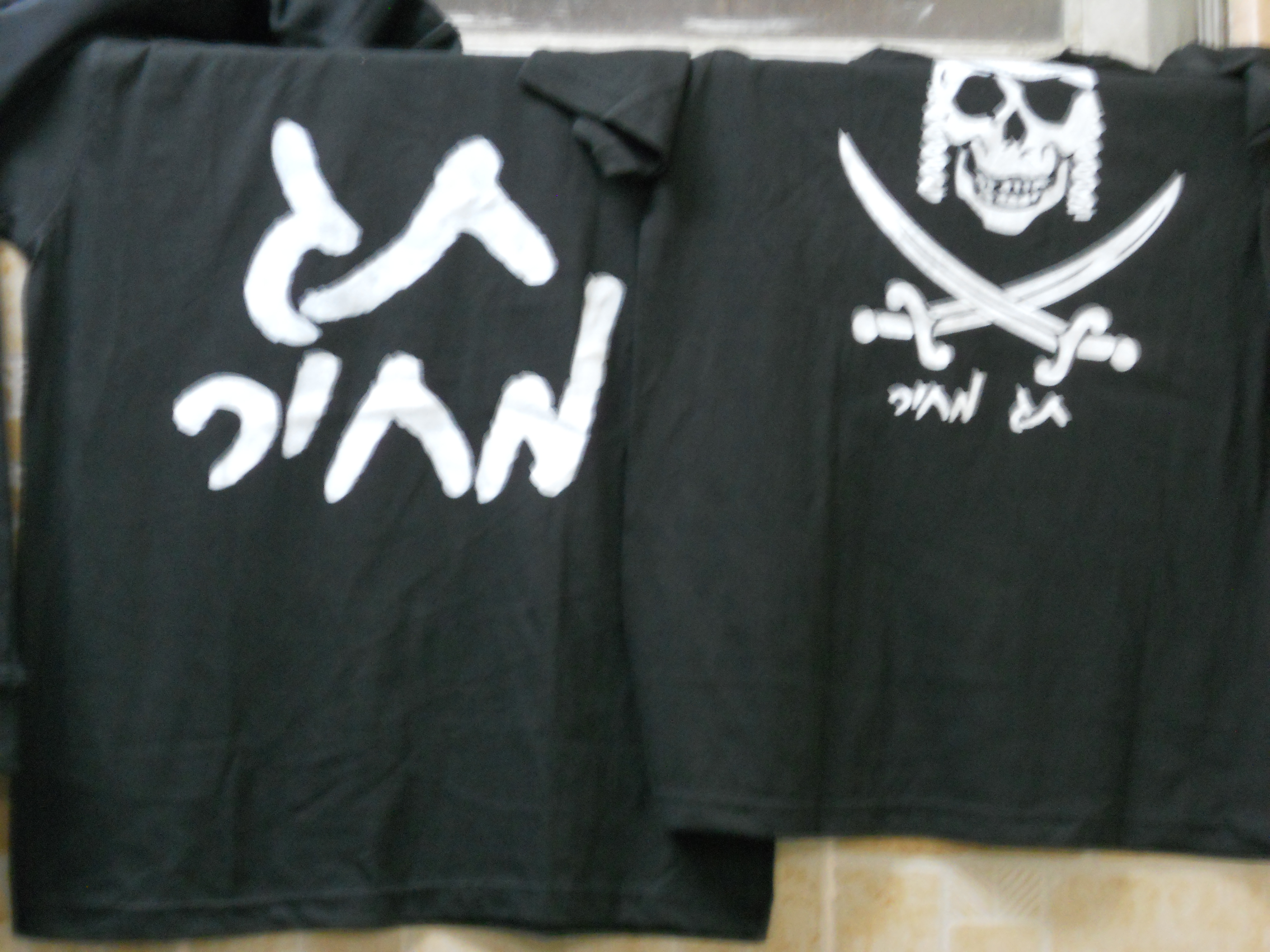
T-shirts met de tekst ‘prijskaart´. De schedel met peies en keppel, alsook de gekruiste zwaarden wordt op zwarte vlaggen in de buitenpost Baladim tentoongespreid

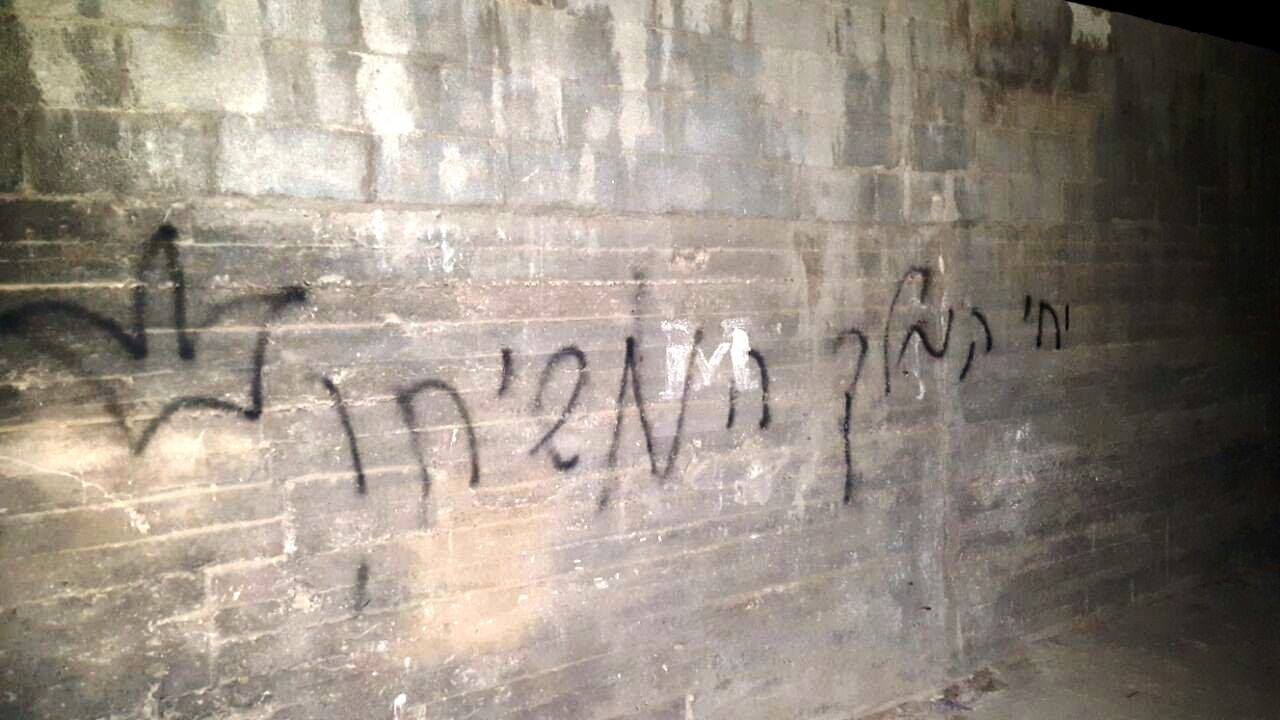
Opschrift ´Lang leve Koning Messias´ op een huis in Duma, 31 juli 2015

Noar haGvaot (Hebreeuws: נוער הגבעות, Nederlands: Heuvel(top)jeugd, Engels: Hilltop Youth) is de benaming voor een groep militante religieus-nationalistische jongeren uit de Israëlische nederzettingenbeweging die streeft naar het stichten van zogeheten buitenposten (outposts) op de Westelijke Jordaanoever. Deze buitenposten zijn zowel volgens de internationale als de Israëlische wet illegaal, in tegenstelling tot de reguliere nederzettingen die de Israëlische overheid als legaal beschouwt. De ideologie van Noar haGvaot omvat het standpunt dat de Palestijnen door hun aanwezigheid het ´heilige land verkrachten´ en daarom uitgewezen moeten worden. Volgens Ami Pedazhur is het vestigen van buitenposten door deze jongerenbeweging niet simpelweg het resultaat van individuele initiatieven, een beeld dat door de Jesha-raad gecultiveerd wordt. Pedazhur stelt dat de activiteiten van Noar haGvaot onderdeel zijn van een bredere nederzettingenstrategie. De term Heuvel(top)jeugd wordt door professor Daniel Byman incorrect geacht, aangezien de beweging is opgericht door hoofdzakelijk getrouwde volwassenen van rond de 25 jaar oud. In de beschrijving bij de film Thou shalt not kill (zie:externe link) wordt vermeld dat de leeftijd tussen ongeveer 16 en 25 jaar ligt.

## Ontstaan
Op 16 november 1998 werd de jeugd in de Israëlische nederzettingen door toenmalig minister Ariel Sharon opgeroepen de heuveltoppen te ´pakken´, waaraan hij toevoegde:
´Iedereen die daar is moet bewegen, moet rennen, moet meer heuvels pakken, het territorium vergroten. Alles wat gepakt wordt zal in onze handen komen. Alles wat we niet pakken zal in hun handen vallen.´
Deze oproep werd gezien als een verklaring bedoeld om Israëlisch-Palestijnse vredesbesprekingen te dwarsbomen en in het bijzonder de implementatie van het door Sharons politieke rivaal Benjamin Netanyahu geïnitieerde Wye-Riverakkoord met de Palestijnse Autoriteit. Sharons aansporing vond navolging en het aantal buitenposten steeg. Deze handelwijze werd ´het creëren van feiten op de grond´ genoemd (ex factis jus oritur). Later voelde een deel van Noar haGvaot zich echter verraden door Sharon, nadat de door hem in 2005 uitgedachte Israëlische Westoeverbarrière veel buitenposten afsneed van Israël.

## Kenmerken
Volgens terrorismedeskundige Ami Pedazhur omhelst Noar haGvaot ideologisch gezien een kahanistisch wereldbeeld, met een voorkeur voor ´deportatie, wraak en vernietiging van heidenen die een bedreiging vormen voor het volk van Israël´. De Heuveltopjeugd is beïnvloed door religieus-zionistische idealen zoals toewijding voor het bebouwen en bewerken van het land, alsook het besteden van tijd aan het bestuderen van de Thora. De filosofie van Noar haGvaot komt bij een deel van de aanhang tot uiting in een combinatie van wantrouwen jegens de Israëlische overheid met het verlangen om het oude Koninkrijk Israël te herstellen.
In 2009 werd het aantal Heuveltopjongeren geschat op ongeveer 800, met zo´n 5000 sympathisanten die de ideologische denkbeelden delen. Noar haGvaot wordt in verband gebracht met de zogenoemde 
prijskaartaanvallen.